# ظرف بريد متحطم
غلاف متحطم أو ظرف بريدي ممزق هو اصطلاح يطلقه هواة جمع الطوابع على نوع من أغلفة وظروف الرسائل (بما في ذلك مصطلحات ظروف بريد الحوادث الجوية، وظروف الرحلات المتقطعة، وطرود الحطام)، ويعني ذلك الغلاف أو الطرد الذي انتشل من حادث تحطم طائرة أو حطام قطار أو حطام سفينة أو أي حادث آخر. إن الطرود البريدية وأغلفة وظروف الرسائل في الحوادث هي نوع من أنواع البريد المنقطع.

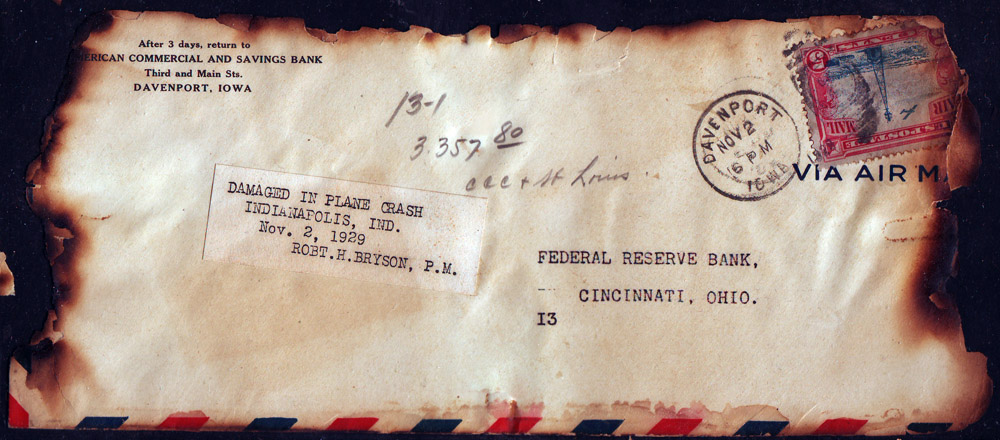
ظرف بريد محترق مثال لغطاء تحطم بريد جوي أمريكي انتشل من حطام رحلة طيران (إنديانابوليس، إنديانا، 2 نوفمبر 1929)

كانت حوادث تحطم الرحلات الجوية التي تحمل البريد الجوي أمراً معتاداً منذ الأيام الأولى لنقل البريد جواً. في العديد من حالات تحطم الطائرات وحطام القطارات وحطام السفن، ومن الممكن استعادة بعض أو حتى كل البريد المحمول، مع وجود بعض التفحم حول حواف بعض القطع إذا كان هناك حريق، أو تلف بالمياه من تحطم قارب طائر أو تحطم سفينة. في مثل هذه الحالات، عادةً ما تقوم السلطات بوضع ختم بريدي (تأشير البريد) أو ملصق أو صورة ضوئية تُلصق على الغلاف تشرح للمرسل إليه أسباب التأخير والتلف، وربما ترفق الرسالة في "كيس سحاب" أو "حقيبة أمنية" إذا كانت متضررة بشدة ثم ترسلها إلى وجهتها المقصودة.

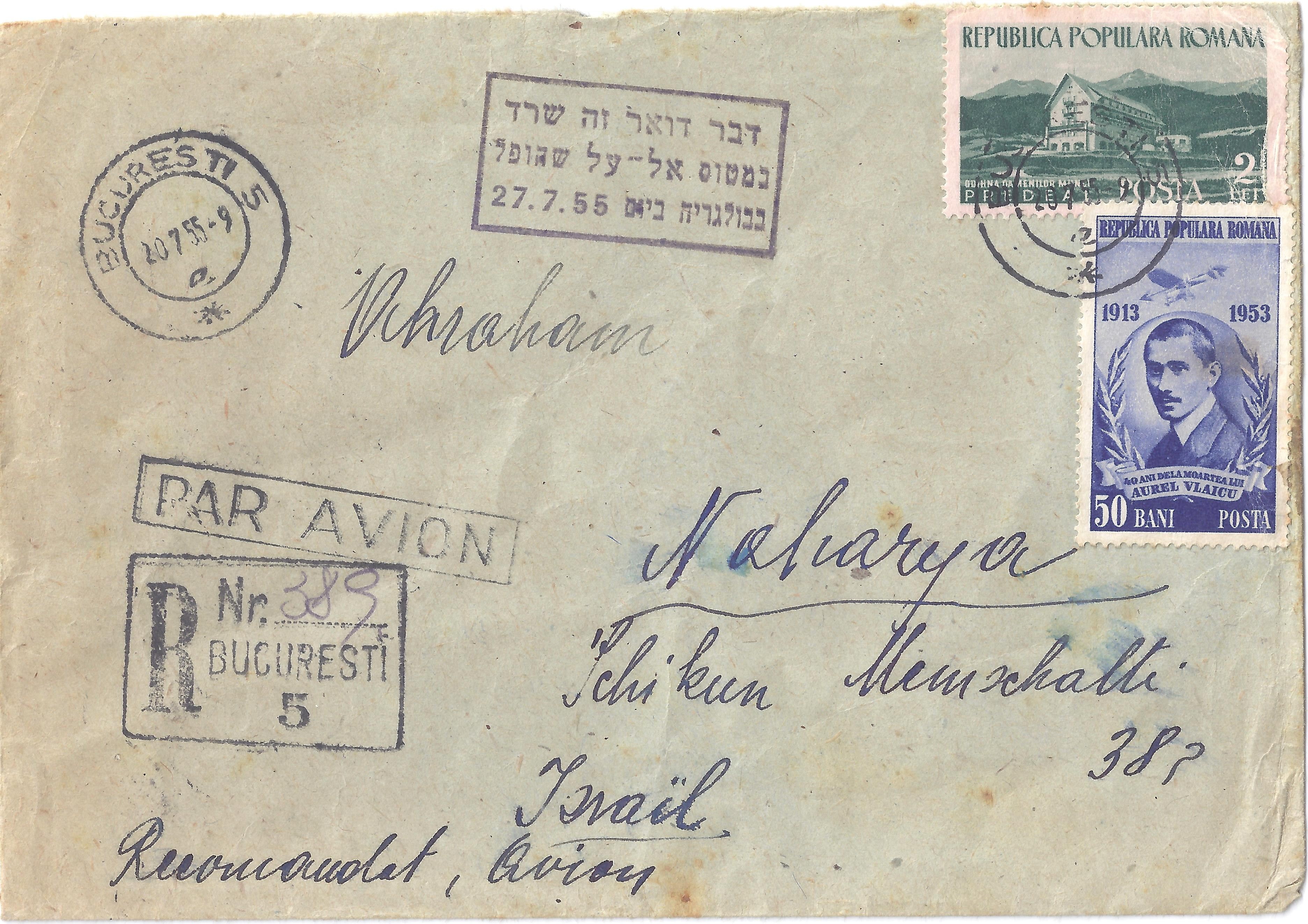
مظروف يحمل ختم تأشير تحطم الطائرة الرحلة رقم 402 التابعة لشركة العال، وهي طائرة إسرائيلية أُسقطت فوق جمهورية بلغاريا الشعبية في يوليو 1955. تقول العلبة الصغيرة في الأعلى باللغة العبرية: "نجت هذه القطعة من البريد في طائرة العال التي أُسقطت فوق بلغاريا في 27.7.1955."

تُعد أغلفة وطرود بريد حوادث الطيران مجالًا متخصصًا في هواية جمع الطوابع الجوية، وهي من العناصر التي تحظى بتقدير كبير في التاريخ البريدي، لأنها نادرة بشكل عام، ولكن باعتبارها قطعًا أثرية ملموسة لحوادث غالبًا ما تكون مأساوية فإن لها قصة تروى. تُعد الطرود والظروف البريدية ال 367 التي انتشلت من كارثة هيندنبورغ سنة 1937 مرغوبة بشكل خاص، حيث تتراوح أسعارها بين 10,000 دولار أمريكي وما فوق؛ وقد حقق أحد هذه الأغلفة والطرود في مزاد كورينفيلا في مايو 2001 مبلغ 85,000 فرنك سويسري (75,000 دولار أمريكي).
لدى الجمعية الأمريكية للبريد الجوي لجنة معنية بأغلفة وطرود بريد الأعطال (البريد المنقطع) متخصصة في دراسة أغلفة الحوادث. وهناك أيضاً جمعية بريد الحطام والتحطم، التي يجمع أعضاؤها جميع أنواع أغلفة الحطام والتحطم.

## روابط خارجية
- جمعية بريد الحطام والتحطم
- جمعية البريد الجوي الأمريكية